# Monte Zermula
Il Monte Zermula (La Zèrmule in friulano, Cretä di Germúlä nella parlata locale ) è una montagna delle Alpi Carniche orientali alta 2.143 m s.l.m., posta nel territorio del comune di Paularo (UD), vicino al confine di stato con l'Austria.

## Caratteristiche

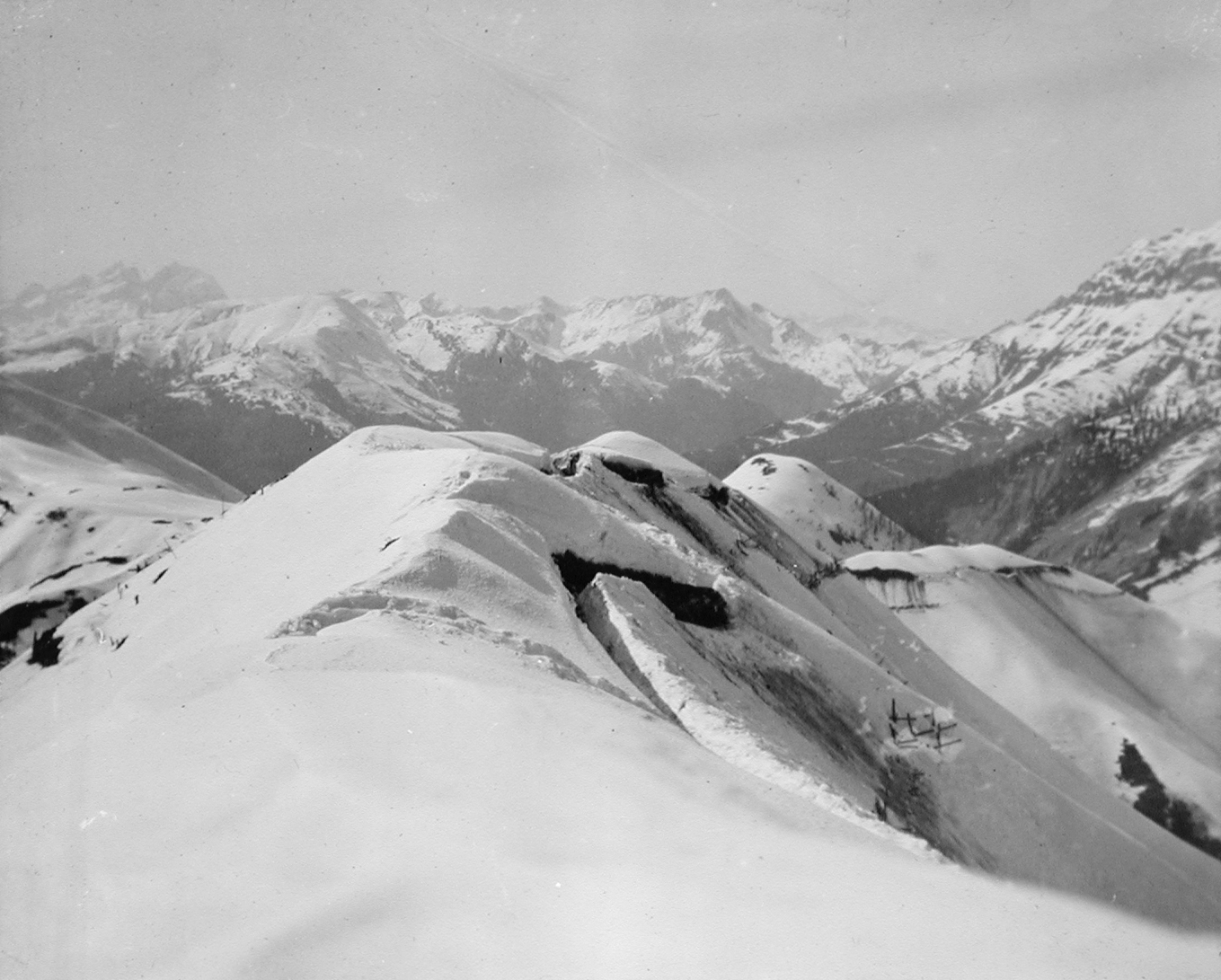
Prima Guerra Mondiale: posizioni italiane sul Monte Zermula

Durante la prima guerra mondiale, costituiva la prima linea italiana in questo settore, che fronteggiava le postazioni austriache poste sulla catena di confine. Sono ancora ben visibili i segni che il conflitto ha lasciato sul territorio (trincee, gallerie, mulattiere militari).